# 콰시 오키어 브리트
콰시 오키어 브리트(독일어: Kwasi Okyere Wriedt, 1994년 7월 10일 ~ )는 가나의 축구 선수로 포지션은 공격수이다. 현재 튀르키예 TFF 1. 리그의 마니사와 가나 축구 국가대표팀에서 활동하고 있다.

## 구단 경력

### 바이에른 뮌헨
브리트는 2017년 10월 25일, DFB-포칼 2017-18 시즌 2라운드 RB 라이프치히와의 원정 경기에서 101분에 티아고 알칸타라와 교체 투입되어 바이에른 뮌헨에서 데뷔 전을 치렀다. 경기는 연장전 끝에 1-1로 종료되었고, 승부차기에서 5-4로 승리하며 바이에른이 진출했다.

### 빌럼 II
2020년 7월 1일, 브리트는 바이에른 뮌헨 II 팀 동료 데릭 쾰른과 함께 빌렘 II에 3년 계약을 맺었다.

### 홀슈타인 킬
2022년 1월 20일, 브리트는 2. 분데스리가의 홀슈타인 킬로 이적하였고, 2025년 여름까지 계약에 합의하였다. 입단 3일 후, 그는 2-1로 이긴 얀 레겐스부르크와의 경기에서 74분에 베네딕트 피클러와 교체되어 데뷔 전을 치렀고, 2022년 2월 11일, 그는 69분에 데뷔골을 넣어 3-2로 이긴 에르츠게비르게 아우에와의 경기에서 90분에 결승골을 넣었다.
2023년 6월 23일, 브리트는 VfL 오스나브뤼크로 한 시즌 임대를 가기로 합의했다.

## 국가대표팀 경력
브리트는 2018년 5월 9일 일본과 아이슬란드와의 친선 경기를 앞두고 가나 축구 국가대표팀에 처음으로 차출되었고, 2018년 5월 30일 일본과의 경기에서 82분에 엠마누엘 보아텡과 교체 투입되어 데뷔 전을 치렀다.